# Liên Hương
Liên Hương là thị trấn huyện lỵ của huyện Tuy Phong, tỉnh Bình Thuận, Việt Nam.

## Địa lý
Thị trấn Liên Hương nằm dọc theo Quốc lộ 1, có vị trí địa lý:
- Phía đông giáp Biển Đông
- Phía tây giáp Quốc lộ 1 và xã Phú Lạc
- Phía bắc giáp xã Phước Thể
- Phía nam giáp xã Bình Thạnh.

Thị trấn có diện tích là 10,12 km², dân số năm 2015 là 39.600 người, mật độ dân số đạt 3.808 người/km².

## Hành chính
Thị trấn Liên Hương được chia thành 14 khu phố.